# Крымская ящерица
Крымская ящерица (лат. Podarcis tauricus) — вид пресмыкающихся из семейства настоящих ящериц.

## Описание

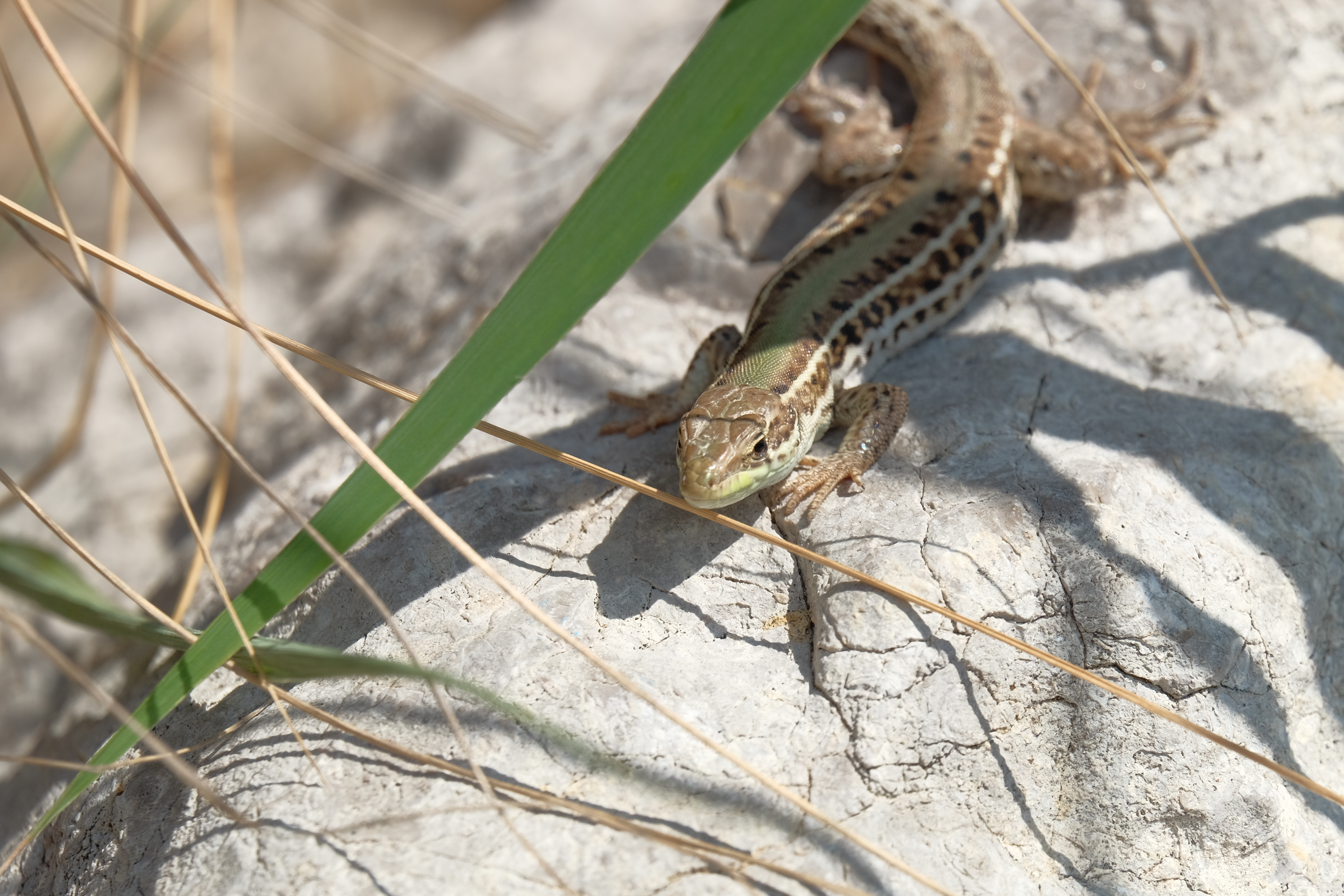
Крымская ящерица в Алупке, Крым

Общая длина достигает 20—24 см. Окраска сверху имеет зеленоватый или буроватый цвет с двумя продольными рядами тёмных пятен. Брюхо у самцов желтоватого или оранжевого цвета, а у самок — зеленоватого или белого. Туловище немного сжатое, голова короткая, хвост довольно длинный.
Любит травянистую местность, степи, поросшие травой песчаные дюны, обочины дорог, стены, встречается в горах на высоте 1800 метров над уровнем моря. Питается насекомыми и мелкими беспозвоночными. Обладает способностью отбрасывать хвост.

## Размножение
Яйцекладущая ящерица. Самка в мае — начале июня откладывает от 2 до 6 яиц. Молодые ящерицы появляются в конце августа — начале сентября.

## Ареал
Вид распространён на Балканском полуострове, в Молдове, где является редким видом, на Украине и Ионических островах, в Венгрии и Турции.

## Подвиды
- Podarcis tauricus thasopulae — на острове Thasopoulos в Эгейском море
- Podarcis tauricus tauricus — на остальной части ареала

Подвид Podarcis tauricus ionicus, обитающий на Ионических островах (Греция), в 2016 году признан отдельным видом.